# Blodenburg
De Blodenburg was een kasteel aan de westzijde van de Nederlandse stad Zierikzee, provincie Zeeland.
Waarschijnlijk is de Blodenburg gebouwd in de 13e eeuw door de heren van het Quaalambacht. Het kasteel is voornamelijk bekend uit de Rijmkroniek van Melis Stoke, geschreven in het jaar 1305:
Ente porters van Sirixe
Streken uut ten selven stonden
Te Blodenborch, daer si vonden
Luden, de hem ter were setten
In dit rijm gaat het om de aanval die de poorters van Zierikzee op 10 maart 1304 uitvoerden op het omgrachte kasteel Blodenburg. Zierikzee werd op dat moment belegerd door de Vlamingen, die het kasteel gebruikten als hun basis. De poorters van Zierikzee deden een uitval en wisten het kasteel in te nemen; ze brachten alle verdedigers – aanhangers van Jan van Renesse – om het leven. Mogelijk is het kasteel ook door de aanvallers verwoest.
De exacte locatie van de Blodenburg is niet bekend. Het kasteel zou hebben gelegen tussen Zierikzee en het verdronken dorp Borrendamme, bij de inmiddels verdwenen Kaauwelsweg. Kort na de Eerste Wereldoorlog werden funderingen en twee zandstenen leeuwen aangetroffen tijdens het egaliseren van een weiland. Omdat echter niemand de locatie heeft ingetekend of de fundamenten heeft opgemeten, is onbekend waar deze resten van kasteel Blodenburg zijn gevonden.
In 2009 heeft er booronderzoek plaatsgevonden op het vermoedelijke kasteelterrein. Hierbij zijn geen aanwijzingen gevonden voor Blodenburg.
Aldegonde · Kasteel van Axel · Baarland · Baarsdorp · Barbestein · Biervliet · Bieweg · Blodenburg · Huis der Boede · Brijdorpe · Bruëlis · 't Burchtje · Burggravensteen · Buttinge · Coxijde · Crayenstein · Duinbeek · Duivelsberg · Ellewoutsdijk · Filippenburg · Geersdijk · Gistellis · Gravenhof · Slot Haamstede · Kasteel Hellenburg · Herkestein · Heuvelsweg · Hoge Huis · Ter Hooge · Hoogkamer · Kats · Kind van Trente · Kleverskerke · Kortgene · Kreke · Kruiningen · Laterdale · Lodijke · Maalstede (Hulst) · Maalstede (Kapelle) · Magdalon · Hof Ter Moere · Moermond · Te Mortiere · Muiden · Hof ter Nisse (Nisse) · Hof ter Nisse (Ossenisse) · Oostende · Oostende (Goes) · Oosterstein · Poelvoorde · Poortvliet · Popkensburg · De Pottere · Poucques · Pronkenburg · Ravenstein · Saeftingher Slot · Kasteel van Sint-Maartensdijk · Schengen · Sluis · Smallegange · Stavenisse · Tolhuis van Iersekeroord · Huus ter Tolne · Torenberg · Torenhoeve · Toren van Bourgondië · Troye · Valkenisse · Vinninghen · Vlissingen · Voorhoute · Waarde · Watervliet · Weldamme · Welland · Huis te Werf · Te Werve · Westenschouwen · Westhove · Westkerke · Windenburg · Zandenburg · Zwanenburg